# Santuario di Notre-Dame-de-la-Garde
Il santuario di Notre-Dame-de-la-Garde (in francese, sanctuaire Notre-Dame-de-la-Garde; chiamato in italiano santuario di Nostra Signora della Guardia, o talvolta santuario della Madonna della Guardia) si trova nel comune di Perloz, in Valle d'Aosta.
È situato a breve distanza dal capoluogo su un ripido pendio che domina Pont-Saint-Martin.

## Storia
Nel XII o nel XIII secolo venne costruita in loco una cappella perché vi fu ritrovata una statuetta lignea della Madonna col Bambino, forse nascosta all'epoca delle invasioni barbariche. La sua esistenza è attestata a partire dal 1252. Secondo la tradizione, la statuetta fu inizialmente portata in chiesa ma sparì, ritornando nel luogo dove era stata ritrovata. Il fatto fu interpretato come il desiderio dell Vergine di restare nel luogo originario.
L'attuale edificio religioso fu costruito nel secolo XVI a sovrapporsi alla preesistente cappella, ma fu successivamente ampliato nel Settecento fino ad arrivare all'aspetto architettonico attuale, adatto a ospitare il crescente numero di pellegrini.
L'8 settembre si svolge la festa patronale con una processione al santuario di Notre Dame de la Garde.

## Descrizione
Il santuario si compone di più elementi architettonici stratificatesi nei secoli. La cappella conserva un'urna ed è decorata da una statua di Cristo nel sepolcro. La chiesa vera e propria è affiancata da un campanile romanico e sul retro è presente una casa ospitale per i pellegrini.
Davanti alla chiesa, sulla piazza, si trovano una fontana a colonna e una vasca in pietra e quindici edicole raffiguranti i misteri del rosario. La chiesa è decorata da un mascherone del 1642. All'esterno, la facciata presenta quattro colonne a reggere un porticato.
Entrando nel santuario si incontra un élémosinaire in pietra che reca inciso sia lo scudo della famiglia Vallaise che il cristogramma IHS.
L'unica navata è divisa in tre campate con volte a vela affrescate da Vittorio Avondo e dal fratello nel 1831 rifacendosi all'iconografia dell'Antico e del Nuovo Testamento; la cupola ottagonale presenta i temi dei quattro evangelisti e dei misteri mariani.
Al suo interno il santuario ospita numerosi ex voto. Sono presenti anche una statua della Madonna con Bambino del XIV secolo e tre notevoli altari lignei e dorati: di essi, l'altare maggiore è stato decorato nel 1845 da Joseph Vinea e a Denys Fusotto, mentre i due laterali risalgono al 1731.
Sopra l'altare maggiore sono presenti le statue di san Giocondo, di san Grato e della Madonna venerata, del XIV secolo.